# Victoriadagen
Victoriadagen er en fejring af den svenske kronprinsesse Victoria, som finder sted på Øland hvert år på hendes fødselsdag den 14. juli, første gang i 1979.
I Victoriadagen indgår et længere musikshow og Victoriastipendiet uddeles till den eller de idrottare som utfört en extra meriterande bedrift under året. Prisuddelingen er således et modstykke til bragdguldet, som uddeles i december hvert år.

## Victoriastipendiater
- 1979 – Ingemar Stenmark
- 1980 – Stefan Persson
- 1981 – Linda Haglund
- 1982 – Tomas Gustafson
- 1983 – Stig Strand
- 1984 – Gunde Svan
- 1985 – Patrik Sjöberg
- 1986 – Torbjörn Nilsson
- 1987 – Tomas Johansson
- 1988 – Tomas Gustafsson (2. gang)
- 1989 – Jan-Ove Waldner
- 1990 – Mikael Appelgren
- 1991 – Pernilla Wiberg
- 1992 – Jörgen Persson
- 1993 – Torgny Mogren
- 1994 – Peter Forsberg
- 1995 – Tomas Brolin
- 1996 – Sara Wedlund
- 1997 – Agneta Andersson og Susanne Gunnarsson
- 1998 – Magdalena Forsberg
- 1999 – Lars Frölander
- 2000 – Therese Alshammar
- 2001 – Mikael Ljungberg
- 2002 – Magnus Wislander
- 2003 – Carolina Klüft
- 2004 – Anja Pärson
- 2005 – Stefan Holm og Christian Olsson
- 2006 – Anna Carin Olofsson og Björn Lind
- 2007 – Henrik Larsson
- 2008 – Susanna Kallur
- 2009 – Helena Jonsson
- 2010 – Charlotte Kalla
- 2011 – Daniel og Henrik Sedin
- 2012 – Anette Norberg
- 2013 – Johan Olsson, langrend
- 2014 – Sveirges mandelandshold og Sveirges kvindelandshold , langrend
- 2015 – Sarah Sjöström, svømning
- 2016 – Henrik Lundqvist, ishockey
- 2017 – Jenny Rissveds, mountainbike
- 2018 – Stina Nilsson, langrend
- 2019 – Hanna Öberg, skiskydning

## Eksternt link
- http://www.victoriadagen.se/